# Planfeststellung
Die Planfeststellung ist ein in der Bundesrepublik Deutschland in den gesetzlich angeordneten Fällen durchzuführendes besonderes Verwaltungsverfahren über die Zulässigkeit raumbedeutsamer Vorhaben und Infrastrukturmaßnahmen.
Vorhaben wie beispielsweise eine Eisenbahntrasse oder ein Flughafen berühren wegen ihrer räumlichen Dimensionen und tatsächlichen Auswirkungen (Lärm, Beeinträchtigung der Umwelt, Kosten) eine Vielzahl öffentlicher und privater Belange. Sie lösen gegenüber Bauvorhaben, die auf einem einzelnen Grundstück verwirklicht werden, besondere Spannungen aus. Diese Belange bedürfen einer besonderen Ermittlung und Abwägung in einem formalisierten Verfahren. 
Das Planfeststellungsverfahren wird in den §§ 72 bis 78 Verwaltungsverfahrensgesetz (VwVfG), in den zumeist inhaltsgleichen Verwaltungsverfahrensgesetzen der Länder sowie in einer Vielzahl von Fachplanungsgesetzen näher geregelt.
Der abschließend erlassene Planfeststellungsbeschluss ist ein Verwaltungsakt.

## Anwendungsbereich

### Raumbedeutsamkeit von Vorhaben
Raumbedeutsam sind nach der Legaldefinition in § 3 Abs. 1 Nr. 6 ROG „Planungen einschließlich der Raumordnungspläne, Vorhaben und sonstige Maßnahmen, durch die Raum in Anspruch genommen oder die räumliche Entwicklung oder Funktion eines Gebietes beeinflusst wird, einschließlich des Einsatzes der hierfür vorgesehenen öffentlichen Finanzmittel“.

### Planfeststellungspflichtige Vorhaben
Insbesondere folgende Vorhaben bedürfen einer Planfeststellung:
- Bundesstraßen oder Bundesautobahnen nach dem Bundesfernstraßengesetz (FStrG)
- Bundeswasserstraßen nach dem Bundeswasserstraßengesetz (WaStrG)
- Eisenbahnverkehrsanlagen nach dem Allgemeinen Eisenbahngesetz (AEG)
- Luftverkehrsanlagen nach dem Luftverkehrsgesetz (LuftVG)
- Deponien nach dem Kreislaufwirtschaftsgesetz (KrWG)
- Betriebsanlagen für Straßenbahnen nach dem Personenbeförderungsgesetz (PBefG)
- Bergbauliche Vorhaben, die einer Umweltverträglichkeitsprüfung bedürfen, nach dem Bundesberggesetz (BBergG)
- Gewässerausbau, Deichbau nach dem Wasserhaushaltsgesetz (WHG)
- Endlagerstätten für radioaktive Abfälle nach dem Atomgesetz (AtG)
- Schaffung, Änderung, Verlegung und Einziehung (Entwidmung) von Straßen, Wegen, Gewässern und anderen gemeinschaftlichen Anlagen nach dem Flurbereinigungsgesetz (FlurbG)
- Hochspannungsleitungen mit einer Nennspannung von 110 kV oder mehr und Gasversorgungsleitungen mit einem Durchmesser von mehr als 30 cm, nach dem Energiewirtschaftsgesetz (EnWG)
- Rohrfernleitungen, die einer Umweltverträglichkeitsprüfung bedürfen, nach § 65 des Gesetzes über die Umweltverträglichkeitsprüfung (UVPG)
- grenz-/länderüberschreitende/offshoreanlagenverbindende Stromleitungen nach dem Netzausbaubeschleunigungsgesetz Übertragungsnetz (NABEG)
- Anlagen in der 200-Seemeilen-Zone (Ausschließliche Wirtschaftszone), nach dem Seeanlagengesetz (SeeAnlG)

Keine Planfeststellung ist der Beschluss eines Bebauungsplans. Das Aufstellungsverfahren für einen Bebauungsplan ist zwar ähnlich wie das Verfahren der Planfeststellung ausgestaltet, der Beschluss des Bebauungsplans stellt jedoch eine Satzung und keinen Verwaltungsakt dar. Stark an das Planfeststellungsverfahren angelehnt ist die immissionsschutzrechtliche Genehmigung.

## Feststellungsverfahren

### Anwendbare Vorschriften
Für planfeststellungsbedürftige Vorhaben gelten im Wesentlichen die §§ 73 bis 78 VwVfG. Von zentraler Bedeutung ist das in § 73 VwVfG geregelte Anhörungsverfahren mit dem gem. § 73 Abs. 6 VwVfG obligatorischen Erörterungstermin. 
Mit dem Gesetz zur Verbesserung der Öffentlichkeitsbeteiligung und Vereinheitlichung von Planfeststellungsverfahren (PlVereinhG) vom 31. Mai 2013 wurden bestimmte Fachplanungsgesetze geändert. Danach kann die Anhörungsbehörde im Einzelfall abweichend von § 73 auf eine Erörterung verzichten wie beispielsweise nach § 18a AEG bei der Planung von Eisenbahnbetriebsanlagen. Mit demselben Gesetz wurde außerdem eine Regelung zur frühen Öffentlichkeitsbeteiligung in das Verwaltungsverfahrensgesetz des Bundes aufgenommen (§ 25 Abs. 3 VwVfG). „Früh“ meint dabei eine Beteiligung der Öffentlichkeit „möglichst bereits vor Stellung eines Antrags“ durch den Vorhabenträger.

### Zuständigkeit
Welche Behörde für die Durchführung des Planfeststellungsverfahrens zuständig ist, richtet sich nach dem jeweils anwendbaren Fachgesetz sowie landesrechtlichen Ausführungsbestimmungen. Dabei müssen Anhörungs- und Feststellungsbehörde nicht identisch sein. In der Planfeststellung für Eisenbahnen des Bundes erfolgt die Anhörung beispielsweise durch Landesbehörden wie die Bezirksregierung, das Regierungspräsidium oder das Landesverwaltungsamt, den Planfeststellungsbeschluss erlässt das Eisenbahn-Bundesamt.

### Anhörungsverfahren
Zunächst hat der Vorhabenträger seinen Plan, bestehend aus Zeichnungen und Erläuterungen, der Anhörungsbehörde zur Durchführung des Anhörungsverfahrens einzureichen. Sodann fordert die Anhörungsbehörde die Behörden, deren Aufgabenbereich durch das Vorhaben berührt wird, zur Stellungnahme auf und veranlasst außerdem die Gemeinden, in denen sich das Vorhaben voraussichtlich auswirken wird, den Plan innerhalb von drei Wochen nach Zugang für die Dauer eines Monats öffentlich zur Einsicht auszulegen. Auf eine Auslegung kann verzichtet werden, wenn der Kreis der Betroffenen bekannt ist und ihnen innerhalb angemessener Frist Gelegenheit gegeben wird, den Plan einzusehen.
Behörden, deren Aufgabenbereich berührt wird und verbandsklageberechtigte Vereinigungen können Stellungnahmen zu dem Plan abgeben. Natürliche Personen, deren Belange durch das Vorhaben berührt werden, insbesondere ortsansässige Bürger, können innerhalb bestimmter Fristen bei der Anhörungsbehörde oder bei der Gemeinde Einwendungen gegen den Plan erheben (§ 73 Abs. 3a, 4 VwVfG). Einwendungen sind sachliches, auf die Verhinderung oder Modifizierung des beantragten Vorhabens abzielendes Gegenvorbringen.
Nach Ablauf der Einwendungsfrist erörtert die Anhörungsbehörde die rechtzeitig gegen den Plan erhobenen Einwendungen, die rechtzeitig abgegebenen Stellungnahmen von Vereinigungen sowie die Stellungnahmen der Behörden zu dem Plan mit dem Träger des Vorhabens, den Behörden, den Betroffenen sowie denjenigen, die Einwendungen erhoben oder Stellungnahmen abgegeben haben (§ 73 Abs. 6 VwVfG).  Der Hauptunterschied zum nicht förmlichen Verwaltungsverfahren besteht im Planfeststellungsverfahren in der umfassenden Beteiligung von Bürgern, deren private Belange durch das Vorhaben betroffen sind, und der Behörden, deren öffentlicher Aufgabenbereich durch das Vorhaben berührt wird. Der Erörterungstermin tritt an die Stelle der Anhörung Beteiligter im einfachen Verwaltungsverfahren (§ 28 VwVfG). Zweck der Bürger- und Behördenbeteiligung ist, die Feststellungsbehörde in die Lage zu versetzen, die betroffenen Belange frühzeitig erforschen und sachgerecht bewerten zu können.
Die Anhörungsbehörde fasst das Ergebnis des Anhörungsverfahrens in einer Stellungnahme zusammen und leitet diese der Planfeststellungsbehörde innerhalb eines Monats nach Abschluss der Erörterung mit dem Plan, den Stellungnahmen der Behörden und der Vereinigungen sowie den nicht erledigten Einwendungen zu (§ 73 Abs. 9 VwVfG).
Die Auslegungsfrist entfaltet eine materielle Präklusionswirkung (§ 73 Abs. 4 Satz 3 VwVfG). Die Planfeststellungsbehörde ist nach Ablauf der Einwendungsfrist gehindert, verspätet erhobene Einwendungen zu berücksichtigen. Eine Klage gegen den Planfeststellungsbeschluss ist dann unbegründet, weil der Kläger mit seinem Klagevorbringen wegen Fristversäumnis ausgeschlossen ist.
Nachdem der Europäische Gerichtshof (EuGH) diese materielle Präklusion im Zusammenhang mit Rechtsbehelfen in Umweltangelegenheiten am 15. Oktober 2015 für europarechtswidrig befunden hatte, wurde die allgemeine Präklusionsanordnung in § 73 Abs. 4 VwVfG zwar nicht aufgehoben, deren Anwendung durch Einzeländerungen der Fachplanungsgesetze aber mit Wirkung zum 2. Juni  2017 gesetzlich eingeschränkt.

### Planfeststellungsbeschluss
Der Planfeststellungsbeschluss schließt das Feststellungsverfahren ab (§ 74 Abs. 1 Satz 1 VwVfG). Er ist seiner Rechtsnatur nach eine besondere Art der Allgemeinverfügung und damit ein Verwaltungsakt im Sinne von § 35 VwVfG. Die Feststellungsbehörde hat ein umfassendes Planungsermessen, es gilt das Abwägungsgebot. Im Planfeststellungsbeschluss entscheidet sie über die Einwendungen, über die bei der Erörterung vor der Anhörungsbehörde keine Einigung erzielt worden ist. Sie hat dem Träger des Vorhabens Vorkehrungen oder die Errichtung und Unterhaltung von Anlagen aufzuerlegen, die zum Wohl der Allgemeinheit oder zur Vermeidung nachteiliger Wirkungen auf Rechte anderer erforderlich sind. Sind solche Vorkehrungen oder Anlagen untunlich oder mit dem Vorhaben unvereinbar, so hat der Betroffene Anspruch auf angemessene Entschädigung in Geld.
Der Beschluss wird den Verfahrensbeteiligten zugestellt durch Auslegung in den Gemeinden, bei mehr als 50 Betroffenen durch öffentliche Bekanntmachung der Auslegung im amtlichen Veröffentlichungsblatt der zuständigen Behörde und außerdem in örtlichen Tageszeitungen.
In den Fällen des § 74 Abs. 6, 7 VwVfG kann an Stelle eines Planfeststellungsbeschlusses eine Plangenehmigung erteilt werden.

### Rechtswirkungen
Die Planfeststellung entfaltet eine umfassende formelle Konzentrationswirkung (§ 75 Abs. 1 Satz 1 VwVfG, unechte Planfeststellungskonkurrenz). Die Feststellung eines Plans ersetzt alle anderen behördlichen Genehmigungen, Verleihungen, Erlaubnisse, Bewilligungen oder Zustimmungen, die für das Vorhaben ansonsten erforderlich gewesen wären. Unberührt bleibt jedoch die Pflicht der Feststellungsbehörde, die Vereinbarkeit des Vorhabens mit all jenen öffentlich-rechtlichen Vorschriften zu prüfen, die ansonsten in den verdrängten behördlichen Genehmigungsverfahren geprüft worden wären. Dazu fordert die Anhörungsbehörde die Behörden, deren Aufgabenbereich durch das Vorhaben berührt wird, zur Stellungnahme auf und leitet diese nach Abschluss des Anhörungsverfahrens mit ihrer eigenen Stellungnahme der Feststellungsbehörde zu (§ 73 Abs. 2 und Abs. 9 VwVfG). Ohne die Verfahrenskonzentration wären bei übergeordneten raumbedeutsamen Fachplanungen eine Vielzahl von öffentlich-rechtlichen Einzelverfahren (z. B. nach dem Bundes-Immissionsschutzgesetz oder dem Baugesetzbuch) durchzuführen, so dass eine wirksame und widerspruchsfreie Planung nahezu unmöglich wäre. Es werden allerdings ausschließlich öffentlich-rechtliche Beziehungen zwischen dem Träger des Vorhabens und den durch den Plan Betroffenen rechtsgestaltend geregelt.
Unterlassungs- und Beseitigungsansprüche sind nach Unanfechtbarkeit des Plans ausgeschlossen. Es können allenfalls Vorkehrungen gegen nicht voraussehbare nachteilige Auswirkungen des Vorhabens oder eine Entschädigung in Geld verlangt werden (§ 75 Abs. 2 VwVfG).
Mit der Durchführung des Plans muss innerhalb einer Frist von fünf Jahren nach Eintritt der Unanfechtbarkeit begonnen werden. Ansonsten tritt der Plan außer Kraft (§ 75 Abs. 4 VwVfG). 

### Planänderung und -aufhebung
Soll vor Fertigstellung des Vorhabens der festgestellte Plan geändert werden, bedarf es eines neuen Planfeststellungsverfahrens (§ 76 VwVfG). Wird ein Vorhaben, mit dessen Durchführung begonnen worden ist, endgültig aufgegeben, so hat die Planfeststellungsbehörde den Planfeststellungsbeschluss aufzuheben. War mit der Durchführung bereits begonnen worden, muss der Vorhabenträger den früheren Zustand der beanspruchten Fläche wiederherstellen (§ 77 VwVfG).

### Plankonkurrenz
Treffen mehrere Fachpläne durch Inanspruchnahme desselben Raumes aufeinander (echte Planfeststellungskonkurrenz) und ist mindestens eines der Planfeststellungsverfahren bundesrechtlich geregelt, so findet nur ein Planfeststellungsverfahren statt, gesetzlich geregelt in § 78 VwVfG oder vorrangigen Spezialgesetzen wie dem Eisenbahnkreuzungsgesetz (EKrG).
Ist ein planfeststellungsbedürftiges Vorhaben mit der in einem Bauleitplan vorgesehenen Bodennutzung nicht vereinbar und kann ein Einvernehmen zwischen Gemeinde und Planungsträger nicht erreicht werden, so gehen die fachplanerischen Belange vor, wenn sie die städtebaulichen Belange wesentlich überwiegen (§ 38, § 7 BauGB). Die Gemeinden müssen unanfechtbare Planfeststellungen in ihre Bauleitpläne nachrichtlich übernehmen (§ 5 Abs. 4, § 9 Abs. 6 BauGB). Die Fachplanung ist insoweit gegenüber der Bauleitplanung privilegiert (materielle Konzentrationswirkung).
Maßgeblicher Grund für die Privilegierung einer Fachplanung gegenüber der Bauleitplanung ist die im fachgesetzlichen Planungsverfahren gewährleistete materielle Berücksichtigung der städtebaulichen Belange sowie eine Beteiligung der Gemeinde am Verfahren.

## Rechtsbehelfsverfahren
Für förmliche Rechtsbehelfe gegen Planfeststellungsbeschlüsse gilt die Verwaltungsgerichtsordnung (VwGO). Eines Vorverfahrens vor Klageerhebung bedarf es nicht (§ 74 Abs. 1 Satz 2, § 70 VwVfG, § 68 Abs. 1 Satz 2 VwGO).

### Zulässigkeit einer Klage
1. Verwaltungsrechtsweg
  - Generalklausel des § 40 Abs. 1 S. 1 VwGO.
  - Das zuständige Gericht ist grundsätzlich das Oberverwaltungsgericht (§ 48 Abs. 1 Nr. 7, 8, 9 VwGO), ausnahmsweise auch erst- und letztinstanzlich das Bundesverwaltungsgericht, insbesondere bei überregionalen öffentlichen Verkehrsvorhaben wie Betriebsanlagen einer Eisenbahn einschließlich der Bahnfernstromleitungen (§ 50 Abs. 1 Nr. 6 VwGO, § 18e AEG)
2. Statthafte Klageart
  - Planfeststellungsbeschluss ist Verwaltungsakt. Die Regelung ergibt sich aus der Konzentrationswirkung.
  - Statthafte Klageart ist die Anfechtungsklage, § 42 Abs. 1, 1. Var. VwGO.
3. Klagebefugnis
  - Diese ergibt sich aus § 42 Abs. 2 VwGO.
  - An dieser Stelle kommt häufig die Verbandsklagebefugnis vor.
4. Vorverfahren
  - Ein Vorverfahren ist nicht vorgesehen. Dies ergibt sich aus dem Verweis des § 74 Abs. 1 S. 2 VwVfG auf die § 69, § 70 VwVfG. Nach § 70 VwVfG bedarf es keines Vorverfahrens.
5. Klagefrist
  - Die Frist beginnt mit der Bekanntgabe, § 74 Abs. 4 und 5 VwVfG.
  - Wenn keine Bekanntgabe erfolgt ist, greift der Rechtsgedanke der Verwirkung, bzw. § 242 BGB analog, wenn keine speziellere Regelung existiert.
  - Eine speziellere Regelung mit gleicher Folge ist z. B. § 2 Abs. 4 UmwRG.

### Begründetheit einer Klage
Die Rechtmäßigkeit eines Planfeststellungsbeschlusses beurteilt sich nach den für Verwaltungsakte allgemein geltenden Regeln.
1. Verfahrensmängel
  - Die in § 45 Abs. 1 VwVfG genannten Verfahrenhandlungen wie die Begründung des Planfeststellungsbeschlusses, die Anhörung Beteiligter oder die Mitwirkung anderer Behörden können noch bis zum Abschluss der letzten Tatsacheninstanz eines verwaltungsgerichtlichen Verfahrens nachgeholt und damit geheilt werden.
2. Mängel bei der Abwägung der von dem Vorhaben berührten öffentlichen und privaten Belange
  - Abwägungsmängel sind nur erheblich, wenn sie offensichtlich und auf das Abwägungsergebnis von Einfluss gewesen sind. Erhebliche Mängel bei der Abwägung oder eine Verletzung von Verfahrens- oder Formvorschriften führen nur dann zur Aufhebung des Planfeststellungsbeschlusses, wenn sie nicht durch Planergänzung oder durch ein ergänzendes Verfahren behoben werden können (§ 75 Abs. 1a VwVfG). Ermessenserwägungen können auch noch im verwaltungsgerichtlichen Verfahren ergänzt werden (§ 114 Satz 2 VwGO).

## Geschichte
Planfeststellungsverfahren existierten unter dieser Bezeichnung bereits zur Zeit des Deutschen Kaiserreichs in Preußen und anderen deutschen Staaten.

## Österreich
Dem Anhörungs-/Planfeststellungsverfahren bzw. dem Planfeststellungsbeschluss als Grundlage der Plangenehmigung bei bestimmten Vorhaben in der Bundesrepublik Deutschland entspricht in der Republik Österreich das Verfahren der Einreichung bei der Behörde. Das „Einreichungsverfahren“ dient der behördlichen Überprüfung bzw. in weiterer Folge der Genehmigung der Planung durch die Behörde per Bescheid.